# Tito Hoz de Vila
Tito Hoz de Vila Quiroga (Cochabamba, Bolivia; 12 de abril de 1949 - Yungas, La Paz, Bolivia; 3 de agosto de 2015) fue un abogado, diputado, empresario y político boliviano. Fue también el ministro de Educación de Bolivia desde 1997 hasta 2001; durante el segundo gobierno del presidente Hugo Banzer Suárez.

## Biografía
Tito hoz de Vila nació el 12 de abril de 1949 en la ciudad de Cochabamba, Bolivia. Hizo sus estudios primarios y secundarios en su ciudad natal. Continuó con sus estudios superiores, ingresando a la carrera de derecho de la Universidad Mayor de San Simón (UMSS), graduándose años después como abogado.
Durante su Juventud, Hoz de Vila perteneció a la cámara Junior (JCI), llegando a ser vicepresidente ejecutivo de América. En su desempeño laboral se dedicó más a las actividades empresariales relacionadas primeramente a empresas comerciales para luego empezar a extender sus iniciativas empresariales a los medios de comunicación bolivianos.
Desde 1982 hasta 1984 desempeñó el cargo de secretario ejecutivo de la Confederación de Empresarios Privados de Bolivia (CEPB) y desde 1984 hasta 1989 fue director de la Cámara Nacional de Industria.

## Vida política
La vida política de Hoz de Vila comenzó el año 1985 cuando el partido de Acción Democrática Nacionalista (ADN) lo postuló al cargo de diputado representante por Cochabamba en el congreso nacional, pero no tuvo éxito fracasando en el intento. El motivo por el cual en 1985 no ganó el cargo de diputado fue que Hoz de Vila figuró en un puesto poco favorecido de la lista de ADN. A partir de allí, tuvo un ascenso progresivo.

### Diputado de Bolivia
En las Elecciones generales de 1989, Hoz de Vila volvió a postular nuevamente al cargo de diputado, logrando ganar el curul esta vez ya que figuraba en cuarto lugar en la lista de candidatos del partido de Acción Democrática Nacionalista. Ocupó el cargo hasta 1993
En las Elecciones generales de 1993, Hoz de Vila conservó el curul, siendo reelecto, lo cual le dio la oportunidad de volver nuevamente al cargo de diputado en el parlamento nacional. Cabe mencionar que Hoz de Vila ya figuraba dentro del comité ejecutivo de ADN.
Tito Hoz de Vila empezó a tener un importante ascenso político dentro del partido de Acción Democrática Nacionalista, empezando a demostrar de esta manera su creciente importancia para el partido. 
En las Elecciones generales de 1997, Hoz de Vila logra ganar la diputación por la circunscripción 23 (norte de Cochabamba, la cual era la zona más favorecida de la ciudad) con 51.6% de la votación, lo que le permitió ser uno de los diputados elegidos con mayor votación en el país durante el año 1997.

## Ministro de Bolivia
Pero mientras Hoz de Vila se desempeñaba como diputado en el congreso nacional, en 1997, el presidente de Bolivia Hugo Banzer Suárez lo nombró ministro de Educación del país. Cargo que ocupó desde 1997 hasta 2001. Durante su gestión como ministro, Hoz de Vila cumplió una destacada labor para asegurar un desarrollo normal de las clases, irregular en gestiones precedentes por la combativa actitud del magisterio, cuyas largas huelgas exigiendo mayores incrementos salariales alteraban los calendarios establecidos. Cabe mencionar que Hoz de Vila impuso al magisterio boliviano los 200 días laborales de calendario escolar.
Cabe destacar también que durante su gestión como ministro de educación, se fundó en el año 2000 la Universidad Pública de El Alto (UPEA), la cual se convertiría una década después en una de las universidades públicas más importantes de Bolivia. 

## Candidatura a la vicepresidencia de Bolivia
El trabajo que Hoz de Vila había logrado desempeñar durante los años de ministro de educación le valió una importante popularidad que hacía presagiar que podía ser designado candidato presidencial por el partido de Acción Democrática Nacionalista a las Elecciones generales de 2002, pero los cuadros partidarios "adenistas", prefirieron como candidato presidencial al exalcalde de la ciudad de La Paz Ronald Mac Lean y como candidato vicepresidencial a Tito Hoz de Vila
Los resultados de las elecciones presidenciales de 2002 dieron a Acción Democrática Nacionalista (ADN) el 3.2% de la votación. Hoz de Vila renunció a ADN ese mismo año (2002) y se dedicó a labores empresariales con el Grupo Prisa (compañía española con fuertes inversiones en medios de comunicación bolivianos como ATB, La Razón o El Nuevo día) pero no se alejó por completo de la política. 

### Senador de Bolivia
Tito Hoz de Vila volvió nuevamente a la política boliviana, después de que ganara el cargo de senador en las Elecciones generales de 2005, elegido en las listas del partido Poder democrático y Social (partido que recuperó a numerosos personalidades de ADN y que se convirtió en opositor al primer gobierno de Evo Morales Ayma). En esos comicios inició también la competencia por la prefectura del departamento de  Cochabamba pero optó por retirarse. Ocupó el cargo de senador de Bolivia hasta el 23 de enero de 2010.

## Muerte
El 3 de agosto de 2015, el ministro de gobierno de Bolivia Carlos Romero Bonifaz, informó en conferencia de prensa, que la policía boliviana había encontrado totalmente destrozado el automóvil del exministro de educación Tito Hoz de Vila, en el camino a los Yungas. 
Las causas del accidente se presumen que hubieran sido por exceso de velocidad. Cabe destacar también que el automóvil accidentado en un precipicio fue encontrado primeramente por turistas extranjeros quienes lograron rescatar a Hoz de Vila, llevándolo inmediatamente hasta el hospital Arco Iris de la ciudad de La Paz.
Mientras se encontraba en camino al hospital, Tito hoz de Vila falleció ese mismo día del 3 de agosto de 2015, a los 66 años de edad, a causa de las heridas que le produjo el accidente automovilístico. Su cuerpo fue velado en la clínica Santa María de La Paz y luego en las Asamblea Legislativa Plurinacional de Bolivia. Sus restos actualmente descansan en el cementerio Jardín de la ciudad de La Paz.